# World Series of Poker 2018

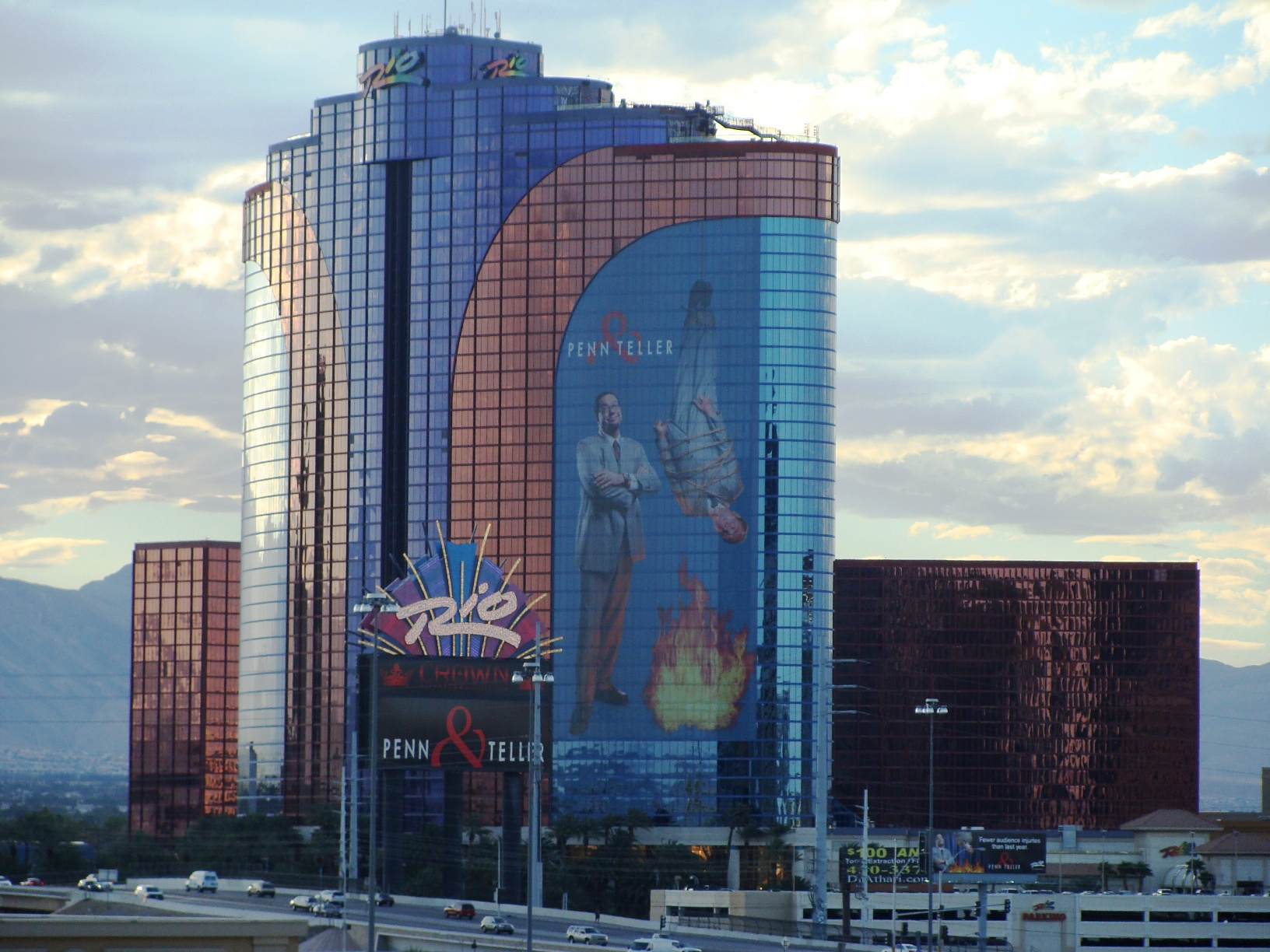
Het Rio All-Suite Hotel & Casino

De World Series of Poker (WSOP) 2018 vormden de 49e jaarlijkse World Series of Poker (WSOP). In het kader hiervan werd er van 30 mei tot en met 17 juli 2018 in een recordaantal van 78 toernooien gespeeld om de titels. Deze vonden allemaal plaats in het Rio All-Suite Hotel & Casino in Las Vegas. 
Het hoofdtoernooi is het $10.000 No Limit Hold'em Main Event (event #65), waarvan de winnaar zich een jaar lang de officieuze wereldkampioen poker mag noemen. De negen spelers die zich kwalificeren voor de finale van dit toernooi, speelden voor de titel van 12 t/m 14 juli. De Amerikaan John Cynn versloeg uiteindelijk na 11 uur zijn landgenoot Tony Miles en won het Main Event en $8.800.000. De beste Nederlander was Martijn Gerrits met een 15e plek.
Voor de derde keer sinds 2012 werd het toernooi The Big One for One Drop (event #78) gespeeld. Het inschrijfgeld hiervoor bedroeg opnieuw $1.000.000 per speler. Hiervan gaat $111.111 per inschrijving naar de One Drop Foundation van Guy Laliberté. Justin Bonomo wist het event te winnen.

## Toernooien
| #  | Event                                                          | Deelnemers | Winnaar                         | Prijs       | Tweede                               |
| -- | -------------------------------------------------------------- | ---------- | ------------------------------- | ----------- | ------------------------------------ |
| 1  | $565 Casino Employees No Limit Hold'em                         | 566        | Jordan Hufty                    | $61.909     | Jodie Sanders                        |
| 2  | $10.000 No Limit Hold'em Super Turbo Bounty                    | 243        | Elio Fox                        | $393.693    | Adam Adler                           |
| 3  | $3.000 No Limit Hold'em Shootout                               | 363        | Joe Cada                        | $226.218    | Sam Phillips                         |
| 4  | $1.500 Omaha Hi-Lo 8 or Better                                 | 911        | Julien Martini                  | $239.771    | Kate Hoang                           |
| 5  | $100.000 No Limit Hold'em High Roller                          | 105        | Nick Petrangelo                 | $2.910.227  | Elio Fox                             |
| 6  | $365 Giant No Limit Hold'em                                    | 8.920      | Jeremy Perrin                   | $250.966    | Luis Vazquez                         |
| 7  | $565 Colossus No Limit Hold'em                                 | 13.070     | Roberly Felicio                 | $1.000.000  | Sang Liu                             |
| 8  | $2.500 Mixed Triple Draw Lowball                               | 321        | Johannes Becker                 | $180.455    | Scott Seiver                         |
| 9  | $10.000 Omaha Hi-Lo 8 or Better Championship                   | 169        | Paul Volpe                      | $417.921    | Eli Elezra                           |
| 10 | $365 WSOP.com Online No Limit Hold'em                          | 2.972      | William Reymond                 | $154.996    | Shawn Stroke                         |
| 11 | $365 Giant Pot Limit Omaha                                     | 3.250      | Timothy Andrew                  | $116.015    | Pedro Arroyos                        |
| 12 | $1.500 Dealers Choice 6-Handed                                 | 406        | Jeremy Harkin                   | $129.882    | Frankie O'Dell                       |
| 13 | $1.500 Big Blind Antes No Limit Hold'em                        | 1.306      | Benjamin Moon                   | $315.346    | Romain Lewis                         |
| 14 | $1.500 No Limit 2-7 Lowball Draw                               | 260        | Daniel Ospina                   | $87.678     | Timothy Mcdermott                    |
| 15 | $1.500 H.O.R.S.E.                                              | 731        | Andrey Zhigalov                 | $202.787    | Timothy Frazin                       |
| 16 | $10.000 Heads Up No Limit Hold'em Championship                 | 114        | Justin Bonomo                   | $192.472    | Jason McConnon                       |
| 17 | $1.500 No Limit Hold'em 6-Handed                               | 1.663      | Ognjan Dimow                    | $378.743    | Antonio Barbato                      |
| 18 | $10.000 Dealers Choice 6-Handed                                | 111        | Adam Friedman                   | $293.275    | Stuart Rutter                        |
| 19 | $565 Pot Limit Omaha                                           | 2.419      | Craig Varnell                   | $181.790    | Seth Zimmerman                       |
| 20 | $5.000 Big Blind Antes No Limit Hold'em                        | 518        | Jeremy Wien                     | $537.710    | David Laka                           |
| 21 | $1.500 No Limit Hold'em Millionaire Maker                      | 7.361      | Arne Kern                       | $1.173.223  | Samad Razavi                         |
| 22 | $1.500 Eight Game Mix                                          | 481        | Philip Long                     | $147.348    | Kevin Malis                          |
| 23 | $10.000 No Limit 2-7 Lowball Draw Championship                 | 95         | Brian Rast                      | $259.670    | Mike Wattel                          |
| 24 | $2.620 The Marathon No Limit Hold'em                           | 1.637      | Michael Addamo                  | $653.581    | Mark Sleet                           |
| 25 | $1.500 Seven Card Stud Hi-Lo 8 or Better                       | 596        | Benjamin Dobson                 | $173.528    | Tim Finne                            |
| 26 | $1.000 Pot Limit Omaha                                         | 986        | Filippos Stavrakis              | $169.842    | Jordan Siegel                        |
| 27 | $10.000 H.O.R.S.E.                                             | 166        | John Hennigan                   | $414.692    | David Baker                          |
| 28 | $3.000 No Limit Hold'em 6-Handed                               | 868        | Gal Yifrach                     | $461.798    | James Mackey                         |
| 29 | $1.500 Limit 2-7 Lowball Triple Draw                           | 356        | Hanh Tran                       | $117.282    | Oscar Johansson                      |
| 30 | $1.500 Pot Limit Omaha                                         | 799        | Ryan Bambrick                   | $217.123    | Sampo Ryynanen                       |
| 31 | $1.500 Seven Card Stud                                         | 310        | Steve Albini                    | $105.629    | Jeff Lisandro                        |
| 32 | $1.000 Seniors No Limit Hold'em                                | 5.919      | Matthew Davis                   | $662.983    | Bill Stabler                         |
| 33 | $50.000 Poker Players Championship                             | 87         | Michael Mizrachi                | $1.239.126  | John Hennigan                        |
| 34 | $1.000 Double Stack No Limit Hold'em                           | 5.700      | Robert Peacock                  | $644.224    | Nicholas Salimbene                   |
| 35 | $1.500 Mixed Pot Limit Omaha Hi-Lo/Big O                       | 773        | Yueqi Zhu                       | $211.781    | Gabe Ramos                           |
| 36 | $1.000 Super Seniors No Limit Hold'em                          | 2.191      | Farhintaj Bonyadi               | $311.451    | Robert Beach                         |
| 37 | $1.500 No Limit Hold'em                                        | 1.330      | Eric Baldwin                    | $319.580    | Ian Steinman                         |
| 38 | $10.000 Seven Card Stud Championship                           | 83         | Yaniv Birman                    | $236.238    | Jesse Martin                         |
| 39 | $1.500 No Limit Hold'em Shootout                               | 908        | Preston Lee                     | $236.498    | Corey Dodd                           |
| 40 | $2.500 Mixed Big Bet                                           | 205        | Scott Bohlman                   | $122.138    | Ryan Hughes                          |
| 41 | $1.500 Limit Hold'em                                           | 596        | Robert Nehorayan                | $173.568    | Kevin Song                           |
| 42 | $25.000 Pot Limit Omaha 8-Handed High Roller                   | 230        | Shaun Deeb                      | $1.402.683  | Ben Yu                               |
| 43 | $2.500 No Limit Hold'em                                        | 1.248      | Timur Margolin                  | $507.274    | Ismael Bojang                        |
| 44 | $10.000 Limit 2-7 Lowball Triple Draw Championship             | 109        | Nicholas Seiken                 | $287.987    | Randy Ohel                           |
| 45 | $1.000 Big Blind Antes No Limit Hold'em                        | 1.712      | Mario Prats Garcia              | $258.255    | Matthew Hunt                         |
| 46 | $2.500 Mixed Omaha/Seven Card Stud Hi-Lo 8 or Better           | 402        | David Brookshire                | $214.291    | Brendan Taylor                       |
| 47 | $565 WSOP.com Online Pot Limit Omaha 6-Handed                  | 1.223      | Matthew Mendez                  | $135.078    | Marton Czuczor                       |
| 48 | $1.500 No Limit Hold'em Monster Stack                          | 6.260      | Tommy Nguyen                    | $1.037.451  | James Carroll                        |
| 49 | $10.000 Pot Limit Omaha 8-Handed Championship                  | 476        | Loren Klein                     | $1.018.336  | Rep Porter                           |
| 50 | $1.500 Razz                                                    | 389        | Jay Kwon                        | $125.431    | Dzmitry Urbanovich                   |
| 51 | $1.500 No Limit Hold'em Bounty                                 | 1.983      | Ryan Leng                       | $272.765    | Ranno Sootla                         |
| 52 | $10.000 Limit Hold'em Championship                             | 114        | Scott Seiver                    | $296.222    | Matt Szymaszek                       |
| 53 | $1.500 Pot Limit Omaha Hi-Lo 8 or Better                       | 935        | Joey Couden                     | $244.370    | Bruno Fitoussi                       |
| 54 | $3.000 Big Blind Antes No Limit Hold'em                        | 1.020      | Diogo Veiga                     | $522.715    | Barry Hutter                         |
| 55 | $1.000 Tag Team No Limit Hold'em                               | 1.032      | Nikita Luther Giuseppe Pantaleo | $175.805    | Sho Mori Hiroki Iwata Kazuki Ikeuchi |
| 56 | $10.000 Razz Championship                                      | 119        | Calvin Anderson                 | $309.220    | Frank Kassela                        |
| 57 | $1.000/$10.000 Ladies No Limit Hold'em Championship            | 696        | Jessica Dawley                  | $130.230    | Jill Pike                            |
| 58 | $5.000 No Limit Hold'em 6-Handed                               | 621        | Jean-Robert Bellande            | $616.302    | Dean Lyall                           |
| 59 | $1.000 No Limit Hold'em Super Turbo Bounty                     | 2.065      | Mike Takayama                   | $198.568    | Lorenc Puka                          |
| 60 | $10.000 Pot Limit Omaha Hi-Lo 8 or Better Championship         | 237        | Phil Galfond                    | $567.788    | Michael Mckenna                      |
| 61 | $1.000 WSOP.com Online No Limit Hold'em Championship           | 1.635      | Ryan Tosoc                      | $238.778    | Anthony Maio                         |
| 62 | $888 Crazy Eights No Limit Hold'em 8-Handed                    | 8.598      | Galen Hall                      | $888.888    | Eduards Kudrjavcevs                  |
| 63 | $3.200 WSOP.com Online No Limit Hold'em High Roller            | 480        | Chance Kornuth                  | $341.599    | David Goodman                        |
| 64 | $10.000 Seven Card Stud Hi-Lo 8 or Better Championship         | 141        | Dan Matsuzuki                   | $364.387    | Scott Bohlman                        |
| 65 | $10.000 No Limit Hold'em Main Event                            | 7.874      | John Cynn                       | $8.800.000  | Tony Miles                           |
| 66 | $1.500 No Limit Hold'em                                        | 1.351      | Longsheng Tan                   | $323.472    | Lanny Levine                         |
| 67 | $1.500 Pot Limit Omaha Bounty                                  | 833        | Anderson Ireland                | $141.161    | Matt O'Donnell                       |
| 68 | $1.111 The Little One for One Drop No Limit Hold'em            | 4.732      | Guoliang Wei                    | $559.332    | Francois Tosques                     |
| 69 | $3.000 Pot Limit Omaha 6-Handed                                | 901        | Ronald Keijzer                  | $475.033    | Romain Lewis                         |
| 70 | $3.000 Limit Hold'em 6-Handed                                  | 221        | Yaser Al-Keliddar               | $154.338    | Juha Helppi                          |
| 71 | $5.000 No Limit Hold'em                                        | 452        | Phil Hellmuth                   | $485.082    | Steven Wolansky                      |
| 72 | $1.500 Mixed No Limit Hold'em/Pot Limit Omaha 8-Handed         | 707        | Jordan Polk                     | $197.461    | Fernando Brito                       |
| 73 | $1.000 Double Stack No Limit Hold'em                           | 1.221      | Denis Timofeev                  | $199.586    | Leo Margets                          |
| 74 | $10.000 Big Blind Antes No Limit Hold'em 6-Handed Championship | 355        | Shaun Deeb                      | $814.179    | Paul Volpe                           |
| 75 | $1.500 The Closer No Limit Hold'em                             | 3.120      | Joe Cada                        | $612.886    | Paawan Bansal                        |
| 76 | $3.000 H.O.R.S.E.                                              | 354        | Brian Hastings                  | $233.202    | Andrew Brown                         |
| 77 | $50.000 Big Blind Antes No Limit Hold'em High Roller           | 128        | Ben Yu                          | $1.650.773  | Sean Winter                          |
| 78 | $1.000.000 The Big One for One Drop No Limit Hold'em           | 27         | Justin Bonomo                   | $10.000.000 | Fedor Holz                           |

## Main Event 2018

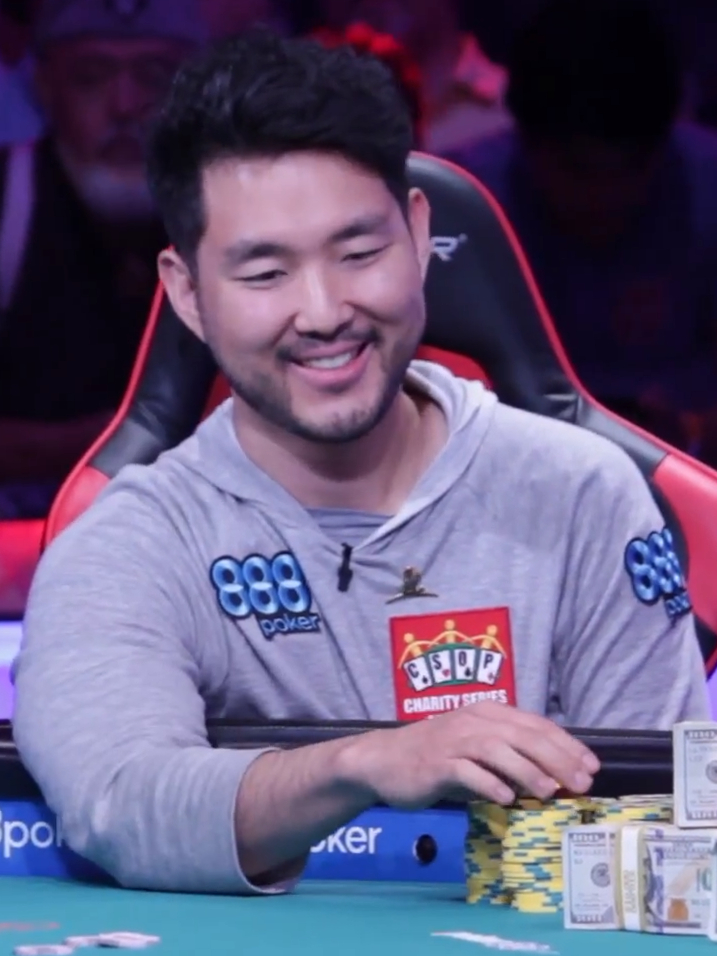
John Cynn won het Main Event

Het Main Event is een pokertoernooi dat geldt als belangrijkste evenement in het programma dat aangeboden wordt tijdens de jaarlijkse World Series of Poker (WSOP). Net als vorig jaar werd de finaletafel niet in oktober of november gespeeld, maar in juli.

### Finaletafel
| Naam           | Aantal chips (percentage van het totaal) | Bracelets | Uitbetalingen* | Verdiensten* |
| -------------- | ---------------------------------------- | --------- | -------------- | ------------ |
| Nicolas Manion | 112.775.000 (28,6%)                      | 0         | 0              | 0            |
| Michael Dyer   | 109.175.000 (27,7%)                      | 0         | 3              | $71.515      |
| Tony Miles     | 42.750.000 (10,9%)                       | 0         | 2              | $6.396       |
| John Cynn      | 37.75.000 (9.4%)                         | 0         | 12             | $713.071     |
| Alex Lynskey   | 25.925.000 (6,6%)                        | 0         | 13             | $553.429     |
| Joe Cada       | 23.675.000 (6.0%)                        | 3         | 33             | $10.340.058  |
| Aram Zobian    | 18.875.000 (4,8%)                        | 0         | 3              | $9.735       |
| Artem Metalidi | 15,475,000 (3,9%)                        | 0         | 25             | $728.254     |
| Antoine Labat  | 8.050.000 (2,0%)                         | 0         | 2              | $6.857       |

*Verdiensten tijdens alle World Series of Poker-evenementen tot aan de start van het Main Event 2018

### Uitslag finaletafel
| Plaats | Naam           | Prijs      |
| ------ | -------------- | ---------- |
| 1ste   | John Cynn      | $8.800.000 |
| 2de    | Tony Miles     | $5.000.000 |
| 3de    | Michael Dyer   | $3.750.000 |
| 4de    | Nicolas Manion | $2.825.000 |
| 5de    | Joe Cada       | $2.150.000 |
| 6de    | Aram Zobian    | $1.800.000 |
| 7de    | Alex Lynskey   | $1.500.000 |
| 8ste   | Artem Metalidi | $1.250.000 |
| 9de    | Antoine Labat  | $1.000.000 |

## Bracelet nummer twee of meer
Voor een aantal spelers die tijdens de WSOP 2018 een toernooi en een daarbij behorende gouden 'bracelet' (armband) wonnen, was dit niet hun eerste. Voor de volgende spelers was dit bracelet nummer twee of meer:
| - Phil Hellmuth (15) - John Hennigan (5) - Brian Hastings (4) - Michael Mizrachi (4) - Brian Rast (4) - Shaun Deeb (3 en 4) - Joe Cada (3 en 4) - Phil Galfond (3) - Loren Klein (3) - Paul Volpe (3) - Ben Yu (3) | - Justin Bonomo (2 en 3) - Calvin Anderson (2) - Eric Baldwin (2) - Elio Fox (2) - Adam Friedman (2) - Chance Kornuth (2) - Nick Petrangelo (2) - Scott Seiver (2) |